# Kolka
Kolka ( livonien : Kūolka ) est un village de la paroisse de Kolka, municipalité de Dundaga, à la pointe du cap Kolka en Courlande en Lettonie, sur la côte du golfe de Riga dans l' ancienne Livonie.

## Patrie de Livonie
Kolka et d'autres villages environnants de la côte Livonienne abritent les derniers vestiges du groupe ethnique livonien de Lettonie, dont la langue livonienne est fortement menacée. Le village a le plus grand nombre de Livoniens dans la zone historique de la côte Livonienne. En 1995, sur les 186 Livoniens de Lettonie, 53 vivaient à Kolka.

## Histoire
Kolka est peut-être l'endroit où l'archevêque danois Absalon a construit la première église de la région baltique. Les premières mentions de celui-ci datent de 1387, lorsqu'il s'appelait Domesnes, ce qui peut faire référence à des origines danoises ou finlandaises. Le nom livonien Kūolka signifie "coin" en anglais.
Situé sur le cap, le phare de Kolka a été construit en 1864 par la marine de l'Empire russe et a été rénové à deux reprises (en 1975 et 1985). Il y a aussi des ruines de l'ancien phare, qui a été construit au 14e siècle.

## Religion

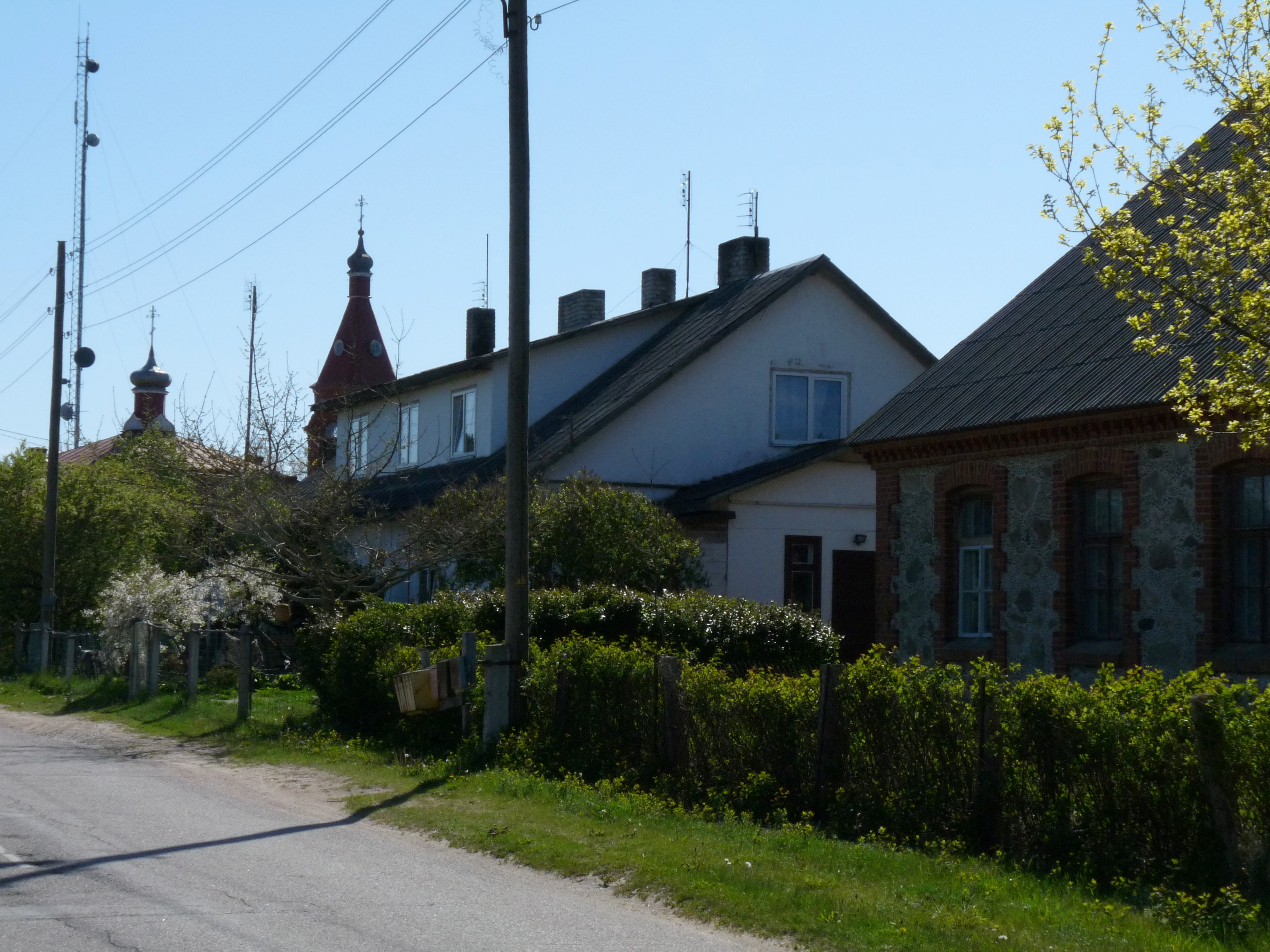
Ancien séminaire orthodoxe et église orthodoxe russe en arrière-plan

Kolka possède trois vieilles églises pittoresques (toutes en service actuellement) : luthérienne, orthodoxe russe et catholique romaine (les trois plus grands groupes religieux de Lettonie). Kolka a également un lien avec l'icône de Tikhvin ( Theotokos de Tikhvin ), car c'est le prêtre orthodoxe russe de Kolka qui l'a d' abord sauvé et son fils spirituel l'a ensuite remis à sa place d'origine.

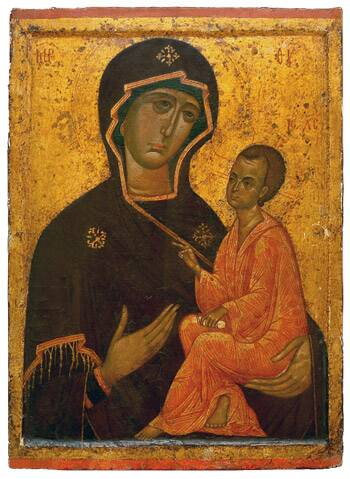
La Theotokos de Tikhvine (par Luc l'évangéliste)

## Temps présents
Kolka possède un petit hôtel, un restaurant, plusieurs magasins, un bureau de poste, une pharmacie et une station-service. Une ancienne usine de transformation du poisson (aujourd'hui fermée) est située dans le port du port. Il y a un centre culturel livonien avec un petit musée.

## Climat
| Mois                                  | jan.       | fév.       | mars       | avril     | mai       | juin      | jui.      | août      | sep.      | oct.      | nov.      | déc.       | année      |
| ------------------------------------- | ---------- | ---------- | ---------- | --------- | --------- | --------- | --------- | --------- | --------- | --------- | --------- | ---------- | ---------- |
| Température minimale moyenne (°C)     | −2,3       | −3,5       | −2,1       | 1,2       | 5,5       | 10,3      | 13,6      | 13,4      | 10        | 5,7       | 2,2       | −0,5       | 4,5        |
| Température moyenne (°C)              | −0,8       | −1,6       | 0,5        | 4,6       | 9,5       | 14        | 17,2      | 16,9      | 13,1      | 8         | 3,8       | 0,8        | 7,2        |
| Température maximale moyenne (°C)     | 0,8        | 0,5        | 3,3        | 8,1       | 13,6      | 17,9      | 21,1      | 20,6      | 16,2      | 10,4      | 5,4       | 2,4        | 10         |
| Record de froid (°C) date du record   | −27,9 1987 | −31,5 1985 | −21,9 1987 | −8,1 1997 | −7,1 1989 | −0,3 2001 | 4,3 1983  | 1 1987    | −3,2 1986 | −5,8 1993 | −9,1 1988 | −18,9 1996 | −31,5 1985 |
| Record de chaleur (°C) date du record | 13 1993    | 14,3 2021  | 17,3 1990  | 23,5 2000 | 27,4 1982 | 30,2 2016 | 30,3 1984 | 32,1 2018 | 29,3 1985 | 21,5 1985 | 15,9 2004 | 11,5 2015  | 32,1 2018  |
| Ensoleillement (h)                    | 30,6       | 64,7       | 148,2      | 214,8     | 270,3     | 284,4     | 265,9     | 226,2     | 161,6     | 94,5      | 31,4      | 26,7       | 1 819,3    |
| Précipitations (mm)                   | 41,5       | 34,6       | 33,4       | 31,8      | 32        | 60,3      | 74        | 77,6      | 58,1      | 71,7      | 54,1      | 48,4       | 617,5      |
| Nombre de jours avec précipitations   | 10,8       | 9,2        | 8          | 7,2       | 6,3       | 8,7       | 8,7       | 9,9       | 9         | 12,4      | 11,3      | 11,6       | 113,1      |

| Diagramme climatique                                  |             |             |            |           |              |            |              |            |             |            |             |
| J                                                     | F           | M           | A          | M         | J            | J          | A            | S          | O           | N          | D           |
| 0,8−2,341,5                                           | 0,5−3,534,6 | 3,3−2,133,4 | 8,11,231,8 | 13,65,532 | 17,910,360,3 | 21,113,674 | 20,613,477,6 | 16,21058,1 | 10,45,771,7 | 5,42,254,1 | 2,4−0,548,4 |
| Moyennes : • Temp. maxi et mini °C • Précipitation mm |             |             |            |           |              |            |              |            |             |            |             |

## Voir également
peuple livonien